# Référendum néo-zélandais de 2009
Le référendum néo-zélandais de 2009 est un référendum d'initiative citoyenne, réalisé par vote postal, ayant eu lieu du 31 juillet au 21 août 2009. Il porte sur les punitions corporelles. La question exacte du référendum est : « Should a smack as part of good parental correction be a criminal offence in New Zealand? », qui pourrait être traduit en : Est ce qu'une gifle en tant que bonne punition parentale devrait être une infraction pénale en Nouvelle-Zélande ? Beaucoup de gens ont trouvé la question mal tournée ou non neutre. 

## Contexte
Une pétition est lancée en 2007, à la suite d'un amendement proposé par Sue Bradford, et voté entre le 7 et le 16 mai 2007, qui enlève le droit de punir les enfants par des punitions corporelles. 

## Référendum
Le référendum a eu une participation de 56,09 % avec 1 684 402 de votes comptabilisés pour un corps électoral de 3 002 968 de personnes. 11,98 % des votants ont répondu oui à la question posée, soit 201 541 personnes, alors que 87,4 % ont répondu négativement, soit 1 470 755 personnes. Le référendum étant un référendum initiative citoyenne, le gouvernement n'est pas contraint d'appliquer son résultat. 